# Шугерман, Джордж
Джордж Шугерман (англ. George Sugarman; 11 мая 1912—1999) — американский скульптор, один из пионеров современной скульптуры, в числе первых переместил скульптуру с пьедестала и разместил на полу. Он считал цвет важным аспектом скульптуры, экспериментировал с необычными и яркими оттенками, что влияло на восприятие массы и объёма произведения. Как и Стюарт Дэвис, Шугерман черпал вдохновение в джазе. Он экспериментировал с составными и заменяемыми скульптурными формами.

## Биография и творчество
Джордж Шугерман родился 11 мая 1912 в Бронксе, Нью-Йорк, получил степень бакалавра в Нью-йоркском городском колледже в 1934, служил в ВМС США в 1941—1945, учился у скульптора-кубиста Осипа Цадкина в Париже в 1951—1952. После путешествия по Италии и Испании возвращается в Нью-Йорк в 1955. В 1957 Шугерман присоединился к группе «новая скульптура» (New Sculpture Group), которая стремилась заменить отсылки к человеческой фигуре новой внутренней логикой, начал сотрудничать с Brata Gallery, которая показывала его работы в 1957—1958 на групповых выставках. Он выставлял преимущественно небольшие деревянные скульптуры, окрашенные в естественные цвета.
Его первая полихромная скульптура «Yellow Top» (1959) была 2 метра высотой и сделана из ламинированного дерева. Её посчитали радикальной, потому что каждая её форма была окрашена в различные яркие цвета. Наиболее амбициозной скульптурой 1960-х стала работа «Two in One» (1964). Работа выглядит как набор элементов абстрактной живописи, покинувших плоскость стены. Девятнадцать ярко окрашенных эксцентричных органических и геометрических форм разрастаются по полу.